# Ponny
Ponny is een Duits historisch merk van motorfietsen van het bedrijf Horstmann & Schwidde GmbH, Bielefeld-Schildesche. Het bedrijf maakte eenvoudige motorfietsen met tweetaktmotoren. Men kocht daarvoor 142- en 173cc-inbouwmotoren van DKW.
In en rond 1923 ontstonden in Duitsland honderden kleine motorfietsmerken die bijna allemaal goedkope, lichte motorfietsjes met inbouwmotoren van andere merken gingen produceren. De concurrentie was enorm, maar dergelijke kleine bedrijven konden geen dealernetwerk opbouwen en zodoende ook niet buiten hun eigen regio verkopen. Binnen enkele jaren stopten ze bijna allemaal weer met de productie. Toen Horstmann & Schwidde in 1926 stopten, deden meer dan 150 andere merken hetzelfde.